# Угольная (приток Кумы)
Угольная — река в России, протекает в Усть-Джегутинском районе Карачаево-Черкесской республики и Предгорном районе Ставропольского края. Длина реки составляет 11 км, площадь водосборного бассейна 22,3 км².
Начинается из родника к северу от Пастбищного хребта. Течёт в восточном направлении мимо горы Сапун и кургана Клыбин Клад. Устье реки находится в 764 км по левому берегу реки Кума в лесхозе Угольная Дача на высоте 778,6 м над уровнем моря.

## Данные водного реестра
По данным государственного водного реестра России относится к Западно-Каспийскому бассейновому округу, водохозяйственный участок реки — Кума от истока до впадения реки Подкумок. Речной бассейн реки — Бессточные районы междуречья Терека, Дона и Волги.
Код объекта в государственном водном реестре — 07010000312108200001518.